# Vagoti
I Vagoti furono una delle tribù germaniche citate da Giordane, che la posizionava in Scandza. Sono state avanzate numerose ipotesi circa la loro esatta identità, tra cui possibili associazioni con i Geati di Vikbolandet e con i Gotlander.
Secondo il linguista lituano Kazimieras Būga i termini tedeschi e Germania in lituano e in lettone ("Germania": in lituano Vokietija, in lettone Vācija; "tedeschi": in lituano vokiečiai, in lettone vācieši) derivano dal nome dei Vagoti, *Vāk(ia)-goth. Dalle lingue baltiche derivano i toponimi finlandese ed estone dell'isola di Gotland, rispettivamente Vuojonmaa e Ojamaa (con maa = terra).

### Fonti primarie
- Giordane, De origine actibusque Getarum